# Terapia breve centrada en soluciones
La terapia breve centrada en soluciones o terapia breve enfocada en las soluciones (TBCS) es un modelo de terapia que busca solucionar los problemas de la manera más rápida, eficiente y menos dolorosa. Busca atacar el problema que determine el paciente como el causante de su conflicto "aquí y ahora". En contraposición al psicoanálisis tradicional, cuyo enfoque se basa en el pasado, la terapia breve acude al pasado únicamente en dos casos: cuando el paciente lo considera importante para solucionar su problemática del presente o cuando el terapeuta estime obtener recursos adicionales y útiles para ampliar la gama de posibles soluciones al problema planteado.
Si bien la terapia breve, como lo indica su nombre, implica tratamientos mucho más cortos respecto a otras técnicas tradicionales, esto no significa que la terapia breve sea algo sencillo. Su principal enfoque implica cambiar de una forma de pensar lineal (causa-efecto) a una forma de pensar sistémica (sistemas, subsistemas y sus interacciones) (véase teoría de sistemas), es decir, no se trata al individuo y a su problema en forma aislada, sino que lo considera dentro de su contexto actual y de sus interrelaciones. Esta filosofía es la que permite a la terapia breve aplicarse adecuadamente tanto al tratamiento de familias como de parejas, de individuos o de otros sistemas de interacción humana.
La terapia breve es dinámica y flexible, en donde se identifican los problemas y la gama de posibles soluciones; de igual forma, se analizan los intentos de solución pasados, para fijar metas y alcances del tratamiento y diseñar las intervenciones adecuadas a cada caso. Esto convierte al proceso de terapia en un esquema totalmente interactivo en donde se complementan las dos partes expertas: el experto en técnicas de terapia breve (terapeuta) y la persona experta en su problemática (paciente).
Para que la terapia resulte exitosa, es necesario definir claramente el problema que un/a paciente desea solucionar, es decir, debe estructurarse el problema en términos de las conductas, de las interacciones o de la comunicación que implica el mismo, además de cuándo ocurre, en dónde, con qué frecuencia, a quién le afecta el problema, desde cuándo es problema, cómo lo vive cada miembro del sistema, etcétera.
Por ejemplo, el término depresión puede significar para una persona el conjunto de ciertas manifestaciones, tales como la pérdida de apetito, el insomnio y la pérdida del entusiasmo (apatía), mientras que para otra persona el mismo término podría percibirse mediante otro grupo de manifestaciones distintas, como el llorar continuamente, la distracción o la falta de decisión. Las metas de terapia se definen en relación con cambios concretos que desean lograrse, comenzando con cambios pequeños en los subsistemas, los cuales acarrean grandes y notorios cambios que repercuten en todo el sistema.
Una característica peculiar de la terapia breve es el trabajo en equipo; esto significa que, aunque a cada caso se le asigna un/a terapeuta principal, existe un grupo adicional de terapeutas al pendiente del desarrollo de las sesiones a través de un circuito cerrado de televisión o de un espejo unidireccional. Los terapeutas del equipo se comunican con el terapeuta principal y comparten sus ideas, comentarios o sugerencias en vivo o en el análisis posterior, mediante el uso de videocintas. El trabajo en equipo agiliza el proceso de terapia y recorta el tiempo de tratamiento, ya que el/la paciente cuenta con varios enfoques y puntos de vista respecto a su caso particular.

## Historia
La TBCS pertenece a una familia de enfoques, conocidos como terapias de sistemas, que se han desarrollado en los últimos cincuenta años, primero en los Estados Unidos de América y que posteriormente han ido evolucionado en otros países, incluso en Europa. 
El nombre terapia breve centrada en soluciones (en inglés, solution focused brief therapy, SFBT) y los procedimientos específicos que intervienen en su práctica se atribuyen a la pareja de esposos Steve de Shazer e Insoo Kim Berg y a su equipo de trabajo en el Centro de Terapia Familiar Breve (Brief Family Therapy Center, en inglés) en Milwaukee, Estados Unidos, conocido como grupo de Milwaukee. Los miembros principales de este equipo fueron Eva Lipchik, Wallace Gingerich, Elam Nunnally, Alex Molnar y Michele Weiner-Davis. 
Su trabajo a inicios de la década de 1980 se ha basado en otros innovadores, entre ellos Milton Erickson y el grupo del Instituto de Investigación Mental (Mental Research Institute, en inglés), de Palo Alto, California: Gregory Bateson, Donald deAvila Jackson, Paul Watzlawick, John Weakland, Virginia Satir, Jay Haley, Richard Fisch, Janet Beavin Bavelas y otros. 
Todos estos nombres son importantes, no solo como pioneros de una nueva forma de hacer terapia, sino también por sus diversas colaboraciones y escritos que representan nada menos que una revolución en la forma de pensar acerca del funcionamiento social, de la salud mental y del bienestar.
El concepto de terapia breve fue descubierto independientemente por varios terapeutas en sus propias prácticas de varias décadas (en particular, Milton Erickson), y ha sido descrito por autores como Jay Haley, en la década de 1950, y se popularizó en los años 1960 y 1970. También se acredita a Richard Bandler, a John Grinder y a Stephen Lankton, al menos en parte, por la inspiración y la popularización de la terapia breve, en particular mediante su trabajo con Milton Erickson. Mientras que Jay Haley y el equipo del Instituto de Investigación Mental en Palo Alto se dedicaban a descubrir los principios que ha aportado el enfoque de Erickson a la terapia breve, John Grinder y Richard Bandler proporcionaban pautas prácticas para la aplicación de algunas de las técnicas hipnóticas de Erickson.[cita requerida]

## En la actualidad
En la actualidad, la terapia breve enfocada a las soluciones se viene aplicando conjuntamente con diversos enfoques. Los enfoques centrados en las soluciones actualmente tienen gran demanda. Su eficacia está bien establecida y respaldada por un sólido y creciente marco de investigación. El pensamiento centrado en las soluciones se ha ganado su lugar y es ampliamente aceptado en los ámbitos de la terapia, del trabajo social, de la educación y de los negocios.[cita requerida]